# Libická Lhotka
Libická Lhotka (německy Libitzer Lhotka) je vesnice, která má 58 obyvatel, leží 421 m nad mořem a patří k Libici nad Doubravou.

## Historie
Původně se vesnice nazývala Žebračí, či Žebrácká Lhota. Do roku 1383 patřila Vaňkovi Bezchlebovi a z části klášteru ve Vilémově. V 15. století ji koupili Trčkové z Lípy a od roku 1556 patřila k Úhrovu. Roku 1591 se stává součástí panství ve Světlé nad Sázavou. Roku 1597 patřila k Novému Studenci a poté k Libici nad Doubravou.
Ve vsi a její blízkosti byly nalezeny zbytky středověké keramiky, která je uložena v muzeu v Chotěboři a také zde byl zaznamenán výskyt chalcedonu a opálu. V 18. století se zde těžila hrnčířská hlína. V první polovině 20. století zde fungoval mlýn, který vyráběl pro ves elektrickou energii. Zrušen byl roku 1950. Ve vsi je zvonička s křížkem.
V Libické Lhotce se narodil československý fotbalový reprezentant a hráč pražské Slavie Jan Lála.
| Rok            | 1869 | 1880 | 1890 | 1900 | 1910 | 1921 | 1930 | 1950 | 1961 | 1970 | 1980 | 1991 | 2001 |
| -------------- | ---- | ---- | ---- | ---- | ---- | ---- | ---- | ---- | ---- | ---- | ---- | ---- | ---- |
| Počet obyvatel | 189  | 181  | 185  | 195  | 176  | 178  | 165  | 122  | 140  | 127  | 94   | 65   | 57   |